# William R. Cotton
William R. Cotton (ur. 1940) – amerykański fizyk atmosfery zajmujący się fizyką chmur, modelowaniem dynamiki mezoskalowej (dział meteorologii mezoskalowej) oraz zmianami klimatu. Współtwórca jednego z pierwszych numerycznych modeli mezoskalowych atmosfery. Był profesorem na Wydziale Nauk Atmosferycznych Uniwersytetu Stanowego Kolorado.

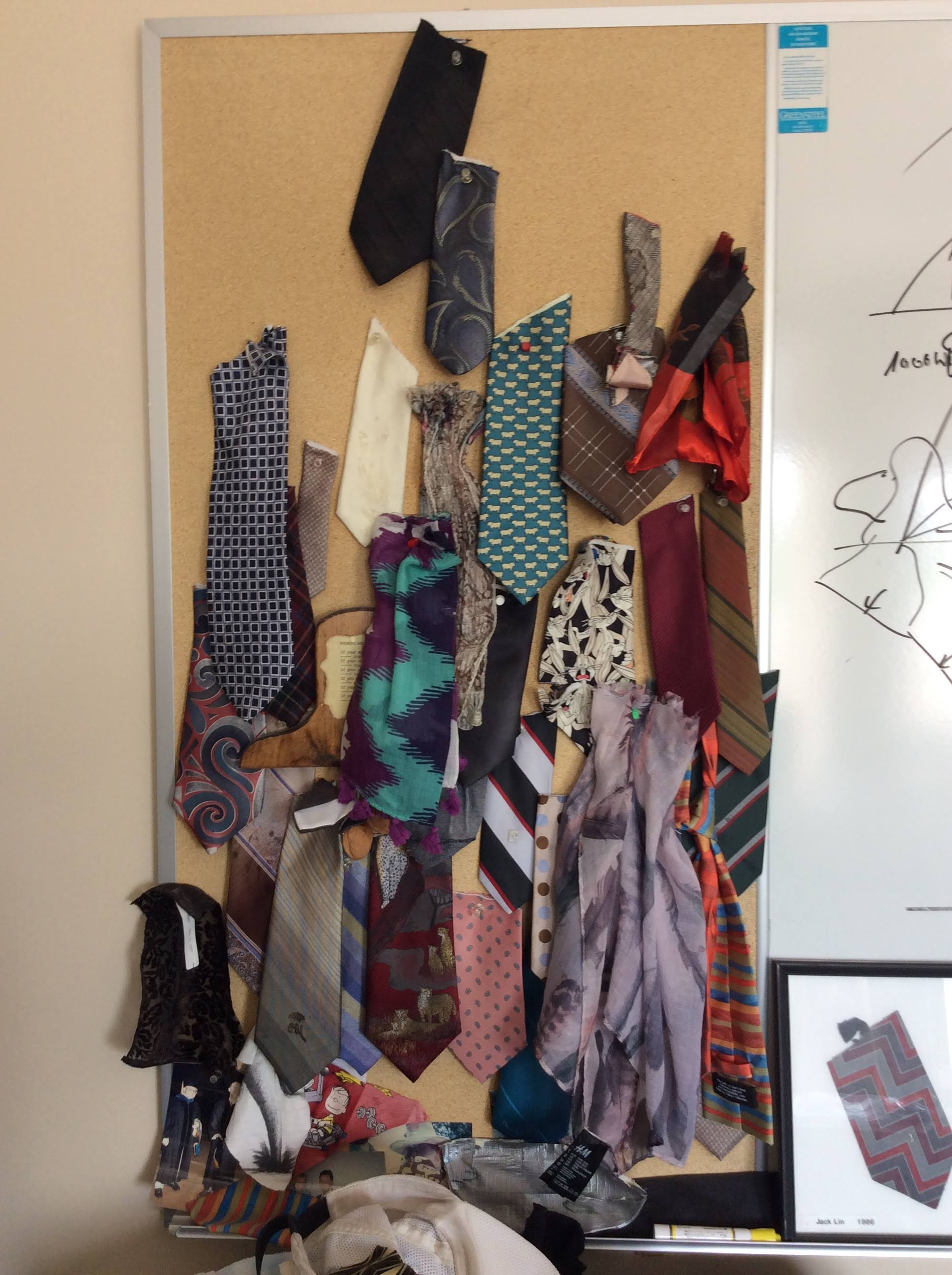
Końcówki krawatów studentów Williama Cottona w jego gabinecie na Wydziale Nauk Atmosferycznych Uniwersytetu Stanu Kolorado

## Życiorys
Cotton zdobył licencjat z matematyki na Uniwersytecie Stanowym Nowego Jorku w Albany (SUNY) w 1964 roku, tytuł magistra z meteorologii na SUNY w 1966 roku oraz tytuł doktora w zakresie meteorologii na Uniwersytecie Stanowym Pensylwanii (PSU) w 1970 roku. Zaczął pracować na Wydziale Nauk Atmosferycznych Uniwersytetu Stanowego Kolorado w 1974 roku. Pracował nad obserwacjami i modelowaniem komputerowym chmur kłębiastych oraz burz, a także innych systemów chmur średniej skali przestrzennej. Pracował nad zastosowaniem Regionalnego Modelu Modelowania komputerowego do prognozowania Mezoskalowych Systemów Konwekcyjnych, dynamiki chmur burzowych, wpływu mikrofizyki chmur na dynamikę chmur. Pełnił funkcje w Laboratorium Meteorologii Eksperymentalnej (ERL) Narodowej Administracji Oceanicznej i Atmosferycznej w Coral Gables na Florydzie, gdzie został zatrudniony przez Joanne Simpson.  Cotton był promotorem 44 doktoratów i prowadził ponad 40 prac magisterskich. Tradycją było, że ucinał krawat każdemu ze studentów, który ukończył studia.  W 2019 roku opublikował autobiografię The Setting Sun: A Life’s Adventure.

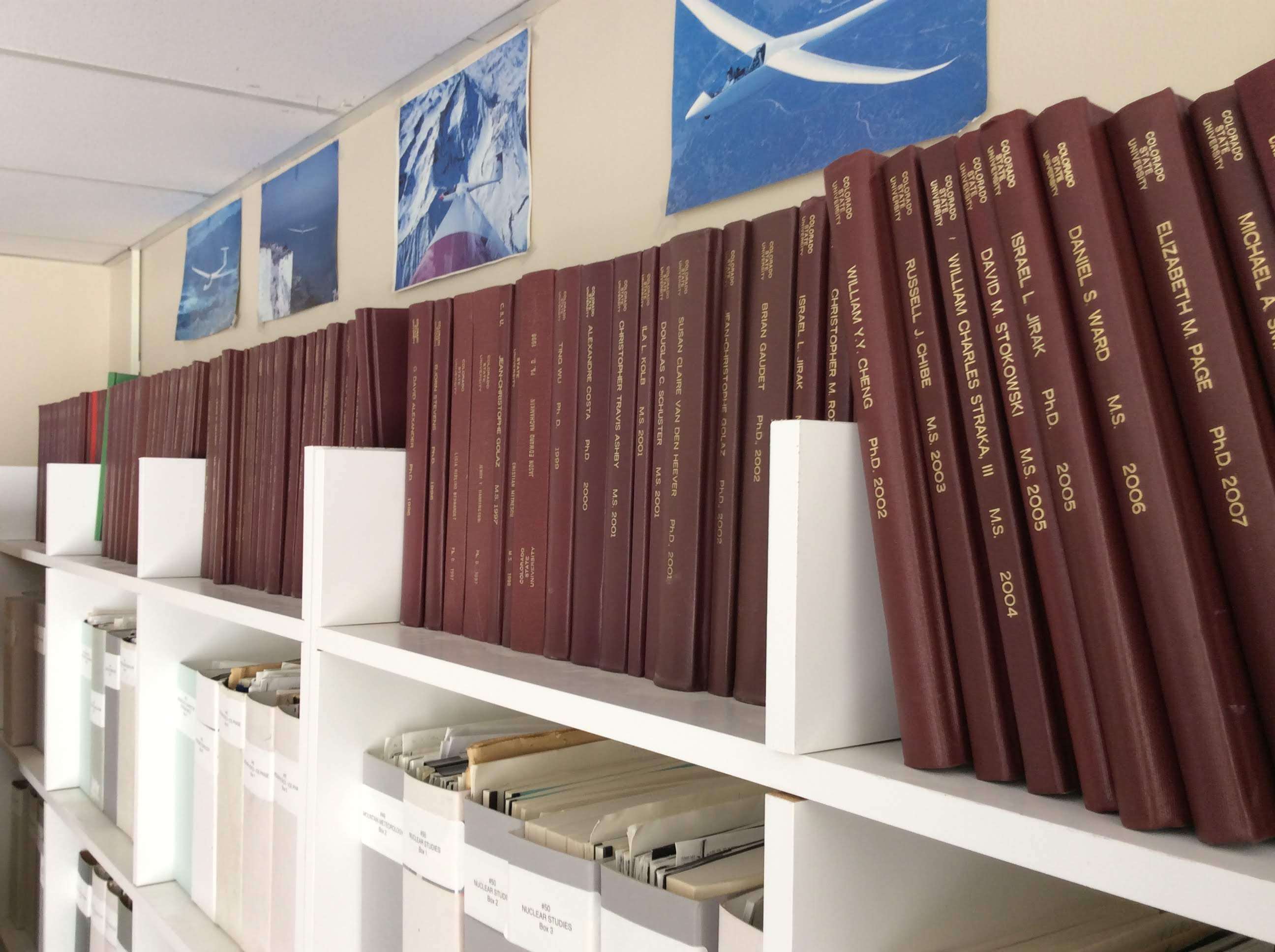
Zdjęcie grzbietów prac doktorskich i magisterskich, których promotorem był William Cotton

## Modelowanie mezoskalowe
Współpracując ze studentami, którzy wnieśli wkład w kodowanie oraz oryginalne pomysły naukowe (w tym Chaing Chen, Piotr J. Flatau, Michael D. Moran, Jerome Schmidt, Craig J. Tremback, Gregory Tripoli, J. Verlinde), opracował jeden z pierwszych kompleksowych modeli prognozowania pogody mezoskalowej w Stanach Zjednoczonych – Regionalny System Modelowania Atmosferycznego (RAMS). System ten został później zintegrowany z innym modelem mezoskalowym, opracowanym niezależnie przez Rogera A. Pielke w ramach jego badań doktoranckich nad bryzą morską, a następnie rozwijany wraz ze studentami na Uniwersytecie Stanowym Kolorado. RAMS i jego parametryzacje stały się podstawą dla wielu innych systemów prognozowania pogody.

## Publikacje
Opublikował około 160 artykułów naukowych, jest autorem i współautorem kilku książek.